# Пётр Варфоломей
Пётр Варфоломе́й или Пьер Бартелеми́ (старофр. Pierre Barthelemieu, фр. Pierre Barthélemy; около 1075 — 20 апреля 1099) — французский монах и мистик, участвовавший в Первом крестовом походе в составе армии Раймунда Сен-Жиля. Получил известность после того как во время осады Антиохии якобы обнаружил христианскую реликвию — Святое Копьё. Находка вдохновила крестоносцев, и Антиохия была взята.

## Видения
В декабре 1097 года во время осады Антиохии Петру стали являться видения, в основном святого Андрея Первозванного. Пётр утверждал, что Святой Андрей отвёл его в церковь Святого Петра в Антиохии и показал, где можно найти реликвию. Святой Андрей поручил Петру сообщить об этом вождям крестового похода и передать Копьё Раймунду Сен-Жильскому, когда оно будет найдено. Пётр не сразу проинформировал Раймунда или других лидеров, и до июня 1098 года видения посетили его ещё четыре раза. В феврале 1098 года он начал терять зрение, вероятно, из-за голода, поразившего крестоносцев, хотя считал, что святой Андрей наказывает его.
После того как крестоносцы захватили Антиохию, Пётр и Раймунд начали раскапывать пол храма. 14 июня 1098 года Пётр обнаружил Копьё и утверждал, что в ту ночь его ещё раз посетил святой Андрей, который велел ему установить праздник в честь находки. Многие люди, в том числе папский легат Адемар из Ле-Пюи, считали Петра шарлатаном. Пётр сказал, что после смерти Адемара в 1098 году последний посетил его, чтобы подтвердить подлинность Копья.
Обнаружение Копья поначалу считалось хорошим предзнаменованием, и оно подняло боевой дух крестоносцев, когда они были осаждены мусульманской армией. Копью приписывалось обеспечение победы крестоносцев в этой осаде, как и обещал святой Андрей. Тем не менее, репутация Петра была запятнана, поскольку многие дворяне всё ещё не верили ему. Без теологической силы Адемара, способной объединить крестоносцев, их силы были разделены на группы с разными мнениями, некоторые из которых поддерживали законность чудес, произошедших на пути к Святой Земле, а некоторые — нет. В то время шарлатанство и ложные чудеса были обычным явлением.  
8 апреля 1099 года Пётр по собственному желанию прошёл испытание огнём, пытаясь оправдать себя. Весьма вероятно, что при этом он получил серьёзные ожоги, хотя и утверждал, что не пострадал, потому что Христос явился ему в огне. Ожоги, по-видимому, стали причиной смерти мистика, наступившей 20 апреля.

## В кино
В фильме 2001 года «Крестоносцы» Петра Варфоломея сыграл Флавио Инсинна.